# 鉦
鉦（音ㄓㄥ）又名丁寧，是中國古代的一種軍用打擊樂器，孔穎達疏毛傳《詩經·小雅·采芑》說鉦是用來命令停軍的樂器，與鼓相反。它可能與鐃十分肖似，外形像鈴或鐘，上下相通，有柄。按《說文解字》既有“鉦，鐃也”，也有“鐃，小鉦也”之說。 按劉學銚的說法，除去是一種鐘形樂器之外，它也可能是指鼓。
鉦的記載最早出現於是《诗·小雅·采芑》之中，在安阳殷墟中出土過商代的铜钲，其形制“短阔、腹中广而两端尖、口曲、两端斜上、柄向下、中通”。同時很多的鉦是以大、中、小一套三器的方法擺放的。到周代形制發生變化，多為“平口长柄、口下柄上”。

## 延伸阅读
[在维基数据编辑]
 《欽定古今圖書集成·經濟彙編·樂律典·鉦部》，出自陈梦雷《古今圖書集成》